# Biblioteca Nacional de la Dieta
La Biblioteca Nacional de la Dieta (en japonés: 国立国会図書館, Kokuritsu Kokkai Toshokan) está al servicio de la investigación y la administración de la Dieta de Japón y del pueblo japonés. Es la única biblioteca de Japón que recoge y conserva todas las publicaciones editadas en el país. La base para su creación es el artículo 130 de la Ley de la Dieta y el artículo 1 de la Ley de la Biblioteca Nacional de la Dieta.
La Biblioteca de la Dieta Nacional es un órgano del gobierno nacional perteneciente a la Dieta, el órgano legislativo de Japón, y es una biblioteca parlamentaria cuyo objetivo principal es ayudar a la Dieta en sus actividades legislativas. Al mismo tiempo, como única biblioteca nacional de Japón, también presta servicios a los poderes administrativo y judicial y al pueblo japonés. Es miembro del Fichero Internacional Virtual de Autoridades.
Sus instalaciones comprenden una biblioteca central y bibliotecas sucursales, tal como se define en el artículo 3 de la Ley de la Biblioteca Nacional de la Dieta. La biblioteca central está formada por la Biblioteca Principal de Tokio (Nagata-cho, Chiyoda-ku, Tokio) y la Kansai-kan (Seikadai, Seika-cho, Souraku-gun, Kioto), con la Biblioteca Filial de la Dieta Nacional anexa a la Biblioteca Principal de Tokio.
Además de la Biblioteca Internacional de Literatura Infantil (Parque Ueno, Taito-ku, Tokio), hay una biblioteca sucursal en el poder judicial (la Biblioteca del Tribunal Supremo), y una biblioteca sucursal en cada departamento administrativo en vi
En 1968, año de su vigésimo, se construyó la sede principal conocida como Tokyo Main Library. Cuenta con dos instalaciones principales en Tokio y en Kioto, además de otras pequeñas sucursales.

## Historia
La Biblioteca Nacional de la Dieta es la sucesora de tres bibliotecas independientes: la biblioteca de la Cámara de los Pares, la biblioteca de la Cámara de Representantes, ambas establecidas con la creación de la Dieta Imperial de Japón en 1890; y la Biblioteca Imperial, que se estableció en 1872 bajo la jurisdicción del Ministerio de Educación.
El poder de la Dieta en el Japón de la preguerra era limitado, y su necesidad de información era «correspondientemente pequeña». Las bibliotecas originales de la Dieta «nunca desarrollaron las colecciones ni los servicios que podrían haberlas convertido en complementos vitales de una actividad legislativa genuinamente responsable». Hasta la derrota de Japón, además, el ejecutivo había controlado todos los documentos políticos, privando al pueblo y a la Dieta del acceso a información vital. Las fuerzas de ocupación estadounidenses bajo el mando del general Douglas MacArthur consideraron que la reforma del sistema de bibliotecas de la Dieta era una parte importante de la democratización de Japón después de su derrota en la Segunda Guerra Mundial.
En 1946, cada casa de la Dieta formó su propio Comité Permanente de la Biblioteca Nacional de la Dieta. Hani Gorō, un historiador marxista que había sido encarcelado durante la guerra por crímenes de pensamiento y había sido elegido miembro de la Cámara de Consejeros (el sucesor de la abolida Casa de los Pares) después de la guerra, encabezó los esfuerzos de reforma. Hani concibió el nuevo organismo como «tanto una “ciudadela de soberanía popular”» como el medio para realizar una «revolución pacífica». Los oficiales de Ocupación responsables de supervisar las reformas de las bibliotecas informaron que, aunque la Ocupación fue un catalizador para el cambio, la iniciativa local preexistió a la Ocupación y las reformas exitosas se debieron a japoneses dedicados como Hani.
La Biblioteca Nacional de la Dieta se inauguró en junio de 1948 en la actual Casa de Invitados del Estado (antiguo Palacio Independiente de Akasaka) con una colección inicial de 100 000 volúmenes. El primer Bibliotecario de la Biblioteca de la Dieta fue el político Tokujirō Kanamori. El filósofo Masakazu Nakai fue el primer subdirectorio. En 1949, la BND se fusionó con la Biblioteca Nacional (anteriormente llamada Biblioteca Imperial) y se convirtió en la única biblioteca nacional de Japón. En este momento, la colección ganó un millón de volúmenes adicionales que anteriormente se encontraban en la antigua Biblioteca Nacional de Ueno.
En 1961, el BND abrió en su ubicación actual [4] en Nagatachō, adyacente a la Dieta Nacional. En 1986, se completó el Anexo de la BND para dar cabida a un total combinado de 12 000 000 (doce millones) de libros y publicaciones periódicas. La Kansai-kan (la Biblioteca de Kansai ), que se inauguró en octubre de 2002 en la Ciudad de las Ciencias de Kansai ( Ciudad Seika Condado de Sōraku, Prefectura de Kioto), tiene una colección de 6 000 000 (seis millones) de artículos. En mayo de 2002, la BND abrió una nueva sucursal, la Biblioteca Internacional de Literatura Infantil, en el antiguo edificio de la Biblioteca Imperial de Ueno. Esta rama contiene unos 400 000 artículos de literatura infantil de todo el mundo.
Aunque el mandato original de la BND era ser una biblioteca de investigación para la Dieta Nacional, el público en general es el mayor consumidor de los servicios de la biblioteca. En el año fiscal que finalizó en marzo de 2004, por ejemplo, la biblioteca informó más de 250 000 consultas de referencia; por el contrario, registró sólo 32 000 solicitudes de investigación de la Dieta Nacional.
En respuesta a la pandemia del coronavirus (COVID-19), el BND suspendió los servicios bibliotecarios al público el 5 de marzo de 2020. La BND reabrió al público el 11 de junio de 2020 con un máximo de 200 visitantes por día según un sorteo estilo lotería, en el que los posibles visitantes deben registrarse de antemano para tener la oportunidad de ser seleccionados.

## Función y colecciones
Como biblioteca nacional de Japón, la biblioteca recopila copias de todas las publicaciones publicadas en Japón. Dado que la BND sirve como biblioteca de investigación para los miembros del Parlamento, su personal y el público, también tiene colecciones extensas de publicaciones en idiomas extranjeros sobre una amplia gama de temas.
Al igual que las instituciones relacionadas internacionalmente, la BND tiene un derecho de depósito legal que diferencia claramente entre instituciones estatales y editoriales privadas. Lo asombroso aquí es la alta obligación tributaria para las publicaciones oficiales: treinta copias para las autoridades estatales, cinco copias para las prefecturas y ciudades y tres impuestos obligatorios para los municipios.
Las editoriales privadas deben presentar en un plazo de treinta días, con reembolso del 50 % de los costos y gastos de transporte. La literatura en cuestión se recibe principalmente a través de dos grandes librerías.
A finales de marzo de 2002, la BND celebró contar entre otras cosas con: 7 914 460 libros y 167 115 revistas, la mayor parte de las cuales están escritas en japonés. Por supuesto, el espectro de medios recopilados es mucho más diverso, desde publicaciones electrónicas hasta Braille.
La catalogación se realiza por separado según el tipo de medio (publicaciones periódicas, materiales que no son libros, libros) y sigue los criterios de las Normas de catalogación de Nippon (NCR). Los datos obtenidos (JAPAN MARC) se registran semanalmente en la Bibliografía Nacional de Japón (Nihon Zenkoku Shoshi). Un derivado es el Japan Biblio Disc (J-BISC), en el que la Asociación de Bibliotecas de Japón pone a disposición los datos procesados. Además, las revistas han sido indexadas desde 1985, registradas en una base de datos (mayo de 2004 - 15 158 ZS) y accesibles a través del sitio web de BND (también en inglés). Desde julio de 2011, la Biblioteca Nacional de Japón también ha estado ofreciendo un archivo de autoridad con el título Web BND Authorities, que incluye nombres personales y palabras clave.
El inventario fue clasificado por primera vez por la Clasificación Decimal Nippon (NDC), una mezcla de Clasificación Decimal Dewey (DDC) y Clasificación Expansiva (EC), para medios japoneses y la DDC para medios occidentales. Desde entonces, se ha utilizado una clasificación separada completada en 1968 con el nombre National Diet Library Classification (BNDC) para la inclusión sistemática en la biblioteca y para su representación en la bibliografía nacional. El BNDC es alfanumérico (por ejemplo, matemáticas: MA95, X = álgebra; X = representación numérica de la muestra) y también lo utilizan algunas bibliotecas universitarias.
La presencia en Internet de la BND forma una interfaz de servicios para usuarios nacionales y extranjeros, estos últimos, por ejemplo, a través de préstamos interbibliotecarios y servicios de entrega y copia de documentos, acceso al creciente catálogo central y, por ejemplo, libros digitalizados del período Meji debido a la participación cada vez mayor de bibliotecas individuales, para las cuales se aplican condiciones especiales, por ejemplo, los derechos de autor caducados (desafortunadamente, el acceso, como la literatura digitalizada, está en japonés). El OPAC en particular es popular entre los usuarios debido a sus numerosas posibilidades de influir en la búsqueda.
Sería extremadamente difícil enumerar todas las tareas y actividades del BND que se pueden utilizar a partir de los 18 años: coordinación del sistema bibliotecario, cooperación con bibliotecas extranjeras, evaluación técnica, capacitación adicional del personal bibliotecario, servicios de información para parlamentarios y los ciudadanos pueden dar una idea aproximada de las tareas.

## Organización
La Biblioteca Nacional de la Dieta es una institución nacional independiente que pertenece a la dieta, que es el legislador de Japón, y es operado de forma independiente bajo la supervisión del altavoz de la Cámara de Representantes y el presidente de la Cámara de Consejeros, así como la Permanente Comité de la Cámara de Representantes. El director general de la Dieta Nacional, que gobierna la administración de la biblioteca, es designado por los presidentes de ambas Cámaras después de consultar con los Comités Directivos de ambas Cámaras y con la aprobación de la Dieta.
La organización consta de una biblioteca central y una biblioteca sucursal en virtud de la Ley de bibliotecas dietéticas nacionales. Además, se establecerá el Comité de Coordinación y Enlace de la Biblioteca Nacional de Dieta. La biblioteca central tiene el edificio principal de Tokio en la ciudad de Nagata, Tokio y el edificio de Kansai en la ciudad de Seika, prefectura de Kioto (ciudad de la ciencia de Kansai) Se comparten y almacenan diversos materiales. Además, las Casas del Parlamento en el interior, adjunto al centro de la biblioteca de la rama de la dieta hay.
Las sucursales de las bibliotecas incluyen la Biblioteca Internacional de Literatura Infantil y las bibliotecas de los departamentos administrativo y judicial. De ellas, la Biblioteca Internacional de Literatura Infantil está destinada principalmente a lectores menores de 18 años entre las publicaciones del Japón recopiladas en la Biblioteca Nacional de la Dieta por el sistema de depósito legal y las publicaciones fuera de Japón mediante la compra y el intercambio internacional. Comparte la preservación y dotación de la biblioteca, y su carácter es prácticamente cercano al de la sucursal de la biblioteca central.
Los departamentos administrativo y judicial, es decir, las bibliotecas ubicadas en cada ministerio y la Corte Suprema, serán tratados en detalle en la sección de servicios para la administración y el poder judicial. De esta manera, la Biblioteca Nacional de la Dieta, que es la única biblioteca central en Japón, y cada biblioteca se coloca en una red integrada. Estas bibliotecas son creadas por cada ministerio y tribunal, pero al mismo tiempo, como biblioteca filial de la Biblioteca Nacional de la Dieta, se encuentran en una posición especial como parte de la organización de la Biblioteca Nacional de la Dieta junto con la biblioteca central.
La biblioteca central, que está dividida en dos instalaciones, Tokio y Kansai, cuenta con alrededor de 900 empleados y se subdivide en departamentos para cada negocio, pero solo uno de ellos es especial según la Ley de bibliotecas dietéticas nacionales. Hay una «Oficina de Investigación y Examen Legislativo» como departamento. Además del servicio de biblioteca a la Dieta, la Oficina de Investigación y Examen Legislativo respondió a las solicitudes de la Dieta, centradas en investigadores especialistas que son asignados como servicios especiales para realizar investigaciones avanzadas en los campos requeridos por los Comités Permanentes de las Cámaras de Representantes Estamos realizando trabajos de investigación.

## Colección principal

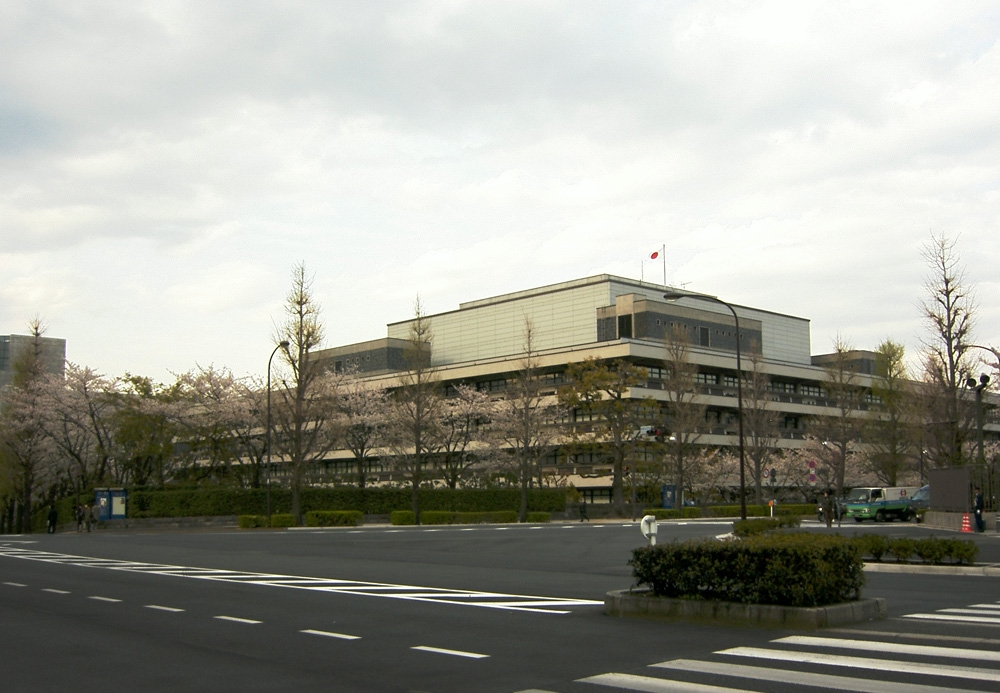
La Biblioteca Nacional de la Dieta

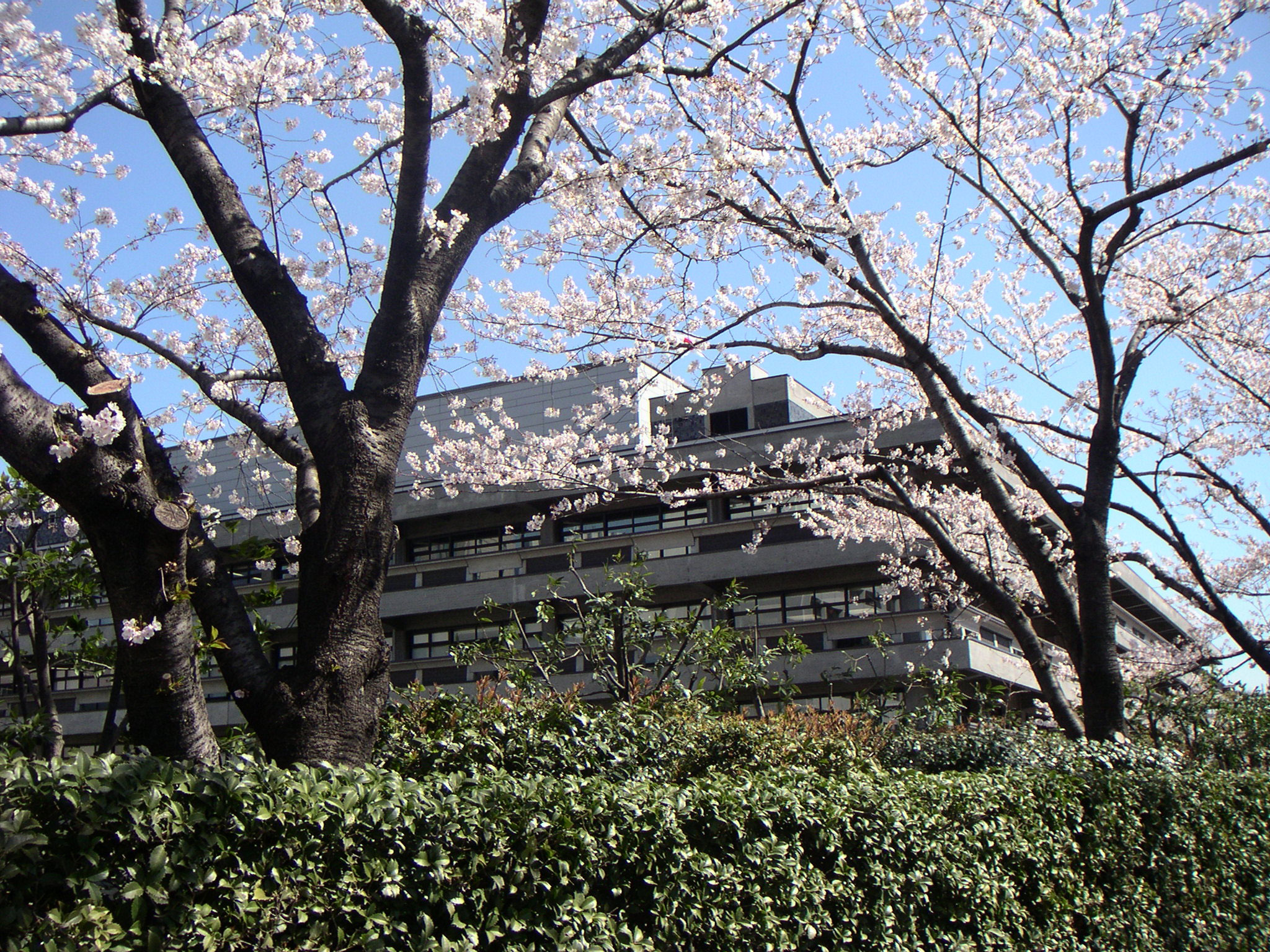
Edificio principal en Tokio

Como biblioteca nacional de Japón, la BND recopila copias de todas las publicaciones publicadas en Japón. Además, debido a que el BND sirve como una biblioteca de investigación para los miembros de la Dieta, su personal y el público en general, mantiene una extensa colección de materiales publicados en idiomas extranjeros sobre una amplia gama de temas.

## Recursos en línea de la Biblioteca Nacional de la Dieta
En los últimos años, la Biblioteca Nacional de la Dieta ha creado un sitio web detallado tanto en japonés como en inglés. Sus bases de datos en línea consisten en el Catálogo de Acceso Público en Línea de la Biblioteca Nacional de la Dieta (NDL-OPAC), las Colecciones Digitales de la Biblioteca Nacional de la Dieta y las Actas de la Dieta Imperial y la Dieta Nacional.
Con la ayuda del OPAC, los usuarios pueden determinar fuentes extranjeras y números de catálogo con los que se pueden tomar prestados ciertos materiales mediante préstamo interbibliotecario internacional. Además, la biblioteca ofrece un servicio de copiado de pago para científicos extranjeros.

## Normas sobre bibliografía
Además de sus servicios bibliotecarios, la organización también participa en actividades normativas en áreas relacionadas con las normas bibliográficas y de búsqueda y recuperación. Las áreas de trabajo incluyen la Descripción de Metadatos Dublin Core de la Biblioteca Nacional de la Dieta (DC-NDL).

## Partenariado con Francia
En 2014, con motivo del 90º aniversario de la Casa Franco-Japonesa de Tokio, creó, en colaboración con la Biblioteca Nacional de Francia, dos exposiciones virtuales sobre las relaciones Francia-Japón, hoy convertidas en microbibliotecas digitales sobre este tema.